# Stéphane Guivarc’h
Stéphane Guivarc’h (* 6. September 1970 in Concarneau) ist ein ehemaliger französischer Fußballspieler.

## Karriere

### Verein
Der torgefährliche, aber verletzungsanfällige Stürmer begann und beendete seine aktive Zeit bei zwei Vereinen (Brest, Guingamp) aus seiner Heimatregion, der Bretagne, und kehrte dorthin auch zwischendurch zurück (Rennes). Auch wenn er mit Brest und Guingamp insgesamt drei Jahre in der 2. und ein weiteres gar nur in der 3. Liga spielte, kam er insgesamt dennoch auf 160 Spiele in Frankreichs höchster Spielklasse, der Division 1, und erzielte dabei 71 Tore. 1997 und 1998 wurde er zweimal Torschützenkönig der höchsten französischen Spielklasse. Mit Auxerre gewann er 1996 das Double (Landesmeister und Pokalsieger); dort kamen später zehn Einsätze im UEFA-Cup hinzu, in denen Guivarc’h sieben Treffer erzielte. Weniger erfolgreich war sein kurzer Ausflug in die englische Premier League (4 Einsätze, 1 Tor); mit den Glasgow Rangers hingegen wurde er prompt schottischer Meister (14 Spiele, 5 Treffer) und Ligapokalsieger.
Seit 2007 ist Stéphane Guivarc’h Trainer der ersten Herrenmannschaft der US Trégunc, eines Amateurvereins aus dem in der Nähe seines Geburtsortes Concarneau in der Bretagne gelegenen Trégunc, mit dem er bis 2012 schon dreimal aufgestiegen ist. Ende 2012 hat er bei diesem Verein zusätzlich das Amt des Präsidenten übernommen.

### Nationalmannschaft
Zwischen 1997 und 1999 spielte Stéphane Guivarc’h insgesamt 14-mal in der Équipe Tricolore, erzielte dort aber lediglich ein Tor. Bei der Fußball-Weltmeisterschaft 1998 bestritt er sechs der sieben Spiele und stand (bis zur 66. Minute) auch in der siegreichen Finalelf. Der Weltmeistertitel war sein größter Erfolg.

## Erfolge
Mit Stade Rennes:
- Division-1-Torschützenkönig: 1996/97 (22 Tore)

Mit AJ Auxerre:
- Französischer Meister: 1995/96
- Coupe de France: 1995/96
- Ligue-1-Torschützenkönig: 1997/98 (21 Tore)
- UEFA-Pokal-Torschützenkönig: 1997/98 (7 Tore)

Mit Glasgow Rangers:
- Schottischer Meister: 1998/99
- Schottischer Pokalsieger: 1998/99
- Scottish League Cup: 1998/99

Weltmeister:
- 1998

Eine Besonderheit ist, dass Guivarc’h Rekordtorschütze in der Geschichte des UEFA Intertoto Cups ist. Insgesamt schoss er 18 Tore (für Rennes und Auxerre) im Wettbewerb, womit er Mario Dodik (14) und Edi Glieder (11) auf die Plätze verweist. Da der Wettbewerb mittlerweile eingestellt wurde, kann Guivarc’h diesen Rekord auch nicht mehr verlieren.

## Trivia
Guivarc’h bedeutet auf bretonisch schneller Hengst.